# Venera
Vénera (tudi Danica ali Večernica) je notranji, drugi planet od Sonca v Osončju. Po Zemljini Luni je drugi najsvetlejši objekt na nočnem nebu, navidezni sij doseže -4,6. Ker je Venera notranji planet, se iz gledišča Zemlje nikoli ne oddalji preveč od Sonca, elongacija doseže največ 47,8°. Venera doseže svojo največjo svetlost malo pred sončnim vzhodom ali malo po sončnem zahodu, zato je včasih imenovana (zvezda) »danica« (»jutranjica«) ali »večernica«. Kadar je vidna, je najsvetlejša točka na nebu in jo znajo nekateri zamenjevati z zvezdo.
Je zemeljski planet, po velikosti in obsegu zelo podoben Zemlji. Zaradi teh podobnosti ga včasih imenujejo Zemljin »sestrski planet«. Je edini planet v osončju, ki se vrti v vzvratno smer. Znanstveniki domnevajo, da je tako zaradi trka z asteroidom v času nastajanja. Planet je pokrit z neprozorno plastjo bleščečih oblakov, zato njegovo površje iz vesolja ni vidno v vidni svetlobi. Venera je bila predmet mnogih vprašanj, dokler planetarna znanost v 20. stoletju ni odkrila nekaj njenih skrivnosti. Venera ima od vseh zemeljskih planetov najgostejšo atmosfero, ki je sestavljena večinoma iz ogljikovega dioksida, zračni tlak na površini pa je 90-krat večji kot na Zemlji.
Venerino površje je bilo podrobneje kartografirano šele v zadnjih 20 letih. Na njem je moč najti dokaze obsežnega ognjeniškega delovanja, nekateri ognjeniki pa so mogoče aktivni še danes. V nasprotju s stalnim gibanjem skorje na Zemlji pa Venera najverjetneje doživlja občasna obdobja premikanja plošč, kjer se skorja hitro podriva v nekaj milijonih let, ločena s stabilnimi obdobji, trajajočimi več sto milijonov let.
Planet se imenuje po rimski boginji ljubezni Veneri. Tudi večina površinskih značilnosti je imenovanih po znamenitih in mitoloških ženskah.

## Fizikalne značilnosti
Venera je eden od štirih zemeljskih planetov, kar pomeni, da je, podobno kot Zemlja, skalnato telo. Njena masa in velikost sta zelo podobna Zemljini, zato se pogosto opisuje kot njena »dvojčica«. Premer Venere je le 650 km manjši od Zemljinega, masa pa je 80 % Zemljine. Vendar pa so razmere na Venerinem površju popolnoma drugačne kot na Zemljinem zaradi goste atmosfere iz ogljikovega dioksida.

### Notranja zgradba
Precej malo je znanega o Venerini notranji zgradbi, vendar pa ima podobno kot drugi zemeljski planeti jedro, plašč in skorjo. Njena skorja naj bi bila nekoliko debelejša od Zemljine, jedro pa nekoliko večje. Jedro je verjetno v tekočem stanju, tako kot Zemljino. Tudi na Veneri naj bi se tokovi magme dvigali skozi plašč blizu meje plašča z jedrom. Ti tokovi se nato prebijejo skozi skorjo in nastanejo ognjeniki.

### Geografija
Približno 80 % Venerine površine sestavljajo ognjeniške ravnine. Dva višja »kontinenta« zavzemata preostanek površine. Prvi v velikosti Avstralije leži na severni polobli, drugi pa nekoliko južneje od ekvatorja. Severni kontinent se imenuje Ishtar Terra po babilonski boginji ljubezni Ištar. Tu leži tudi najvišja gora na Veneri, Maxwell Montes, katere vrh je 11 km nad Venerino povprečno višino površja. Južni kontinent se imenuje Aphrodite Terra po grški boginji ljubezni Afroditi, je pa velikosti Južne Amerike. Večina kontinenta je prepredena z mrežo razpok in prelomov.
Poleg udarnih kraterjev, gora in dolin, ki se nahajajo na vseh kamnitih planetih, ima Venera tudi številne svoje značilnosti. Ene od teh so ploske ognjeniške značilnosti z imenom farra in izgledajo podobne palačinkam. Velike so med 20 in 50 km ter visoke med 100 in 1000 m. Druge značilnosti predstavljajo sistemi razpok zvezdaste oblike, imenovane novae, značilnosti z radialnimi in koncentričnimi razpokami, podobne pajkovim mrežam, imenovane arachnoid, ter coronae, krožni obroči ali razpoke, včasih obkrožene z depresijo. Vse te značilnosti so ognjeniškega izvora.
Skoraj vse Venerine površinske značilnosti so imenovane po zgodovinskih in mitoloških ženskah. Edina izjema sta Maxwell Montes, imenovane po Jamesu Clerku Maxwellu ter dve visoki področji Alpha Regio in Beta Regio. Te tri značilnosti so bile imenovane pred uveljavitvijo trenutnega sistema Mednarodne astronomske zveze, ki bdi nad planetarno nomenklaturo.

### Geologija površja
Večji del Venerine površine kaže na oblikovanje z ognjeniškimi procesi. Venera ima nekajkrat več ognjenikov kot Zemlja, od tega vsaj 167 velikih ognjenikov, ki imajo v premeru vsaj 100 km. Edini tako velik ognjeniški kompleks na Zemlji je havajski Veliki otok. To je zaradi tega, ker je Venerina skorja precej starejša od Zemljine, saj se Zemljina skorja neprestano obnavlja s podrivanjem na robovih tektonskih plošč in ima povprečno starost 100 milijonov let, Venerino površje pa ima povprečno starost približno 500 milijonov let.
Za potekajočo ognjeniško dejavnost na Veneri obstaja več dokazov. Med ruskim programom Venera sta sondi Venera 11 in Venera 12 zaznali stalen tok strel, Venera 12 pa je kmalu po pristanku posnela močan grom. Strele na Zemlji poganjajo padavine, teh pa na Veneri ni. Ena od možnosti je ustvarjanje strel iz pepela zaradi ognjeniških aktivnosti. Drug zanimiv dokaz so meritve žveplovega dioksida v atmosferi, katerega raven se je med letoma 1978 in 1986 zmanjšala kar za desetkrat. To bi lahko pomenilo, da se bile stopnje predhodno zvišane zaradi velikega ognjeniškega izbruha.
Na Veneri je skoraj 1000 udarnih kraterjev, ki so bolj ali manj enakomerno razporejeni po njeni površini. Na drugih krateriziranih telesih, kot sta Zemlja in Luna, kraterji prikazujejo stanje erozije, s tem pa neprekinjen proces degradacije. Na Luni se degradacija odvija z nadaljnjimi udarci, na Zemlji pa z erozijo vetra in vode. Na Veneri pa je približno 85 % kraterjev v prvotni obliki. Število kraterjev in njihovo dobro ohranjeno stanje kaže, da je pred okoli 500 milijoni let prišlo do popolne preureditve površine. Zemljina skorja je v neprestanem gibanju, na Veneri pa ta proces najverjetneje ni mogoč. Brez tektonike plošč, s katero se sprošča toplota iz plašča planeta, se na Veneri dogaja cikličen proces, kjer temperatura plašča narašča do kritične točke, ko skorja popusti. Nato v obdobju okoli 100 milijonov let pride do obsežnega podrivanja, pri tem pa se skorja popolnoma reciklira.
Venerini kraterji merijo med 3 in 280 km v premeru. Kraterjev, manjših od 3 km, na Veneri ni zaradi učinka goste atmosfere na vstopajoče objekte. Objekti s premajhno kinetično energijo so v atmosferi tako upočasnjeni, da ne ustvarijo udarnega kraterja.

### Atmosfera
Venera ima zelo gosto atmosfero, ki je sestavljena večinoma iz ogljikovega dioksida in majhnega deleža dušika. Pritisk na površini planeta je približno 90-krat večji od pritiska na Zemljini površini, kar je enakovredno pritisku v globini Zemljinega morja na globini 1 kilometer. Zaradi velike količine ogljikovega dioksida v atmosferi je na Veneri velik učinek tople grede, ki dvigne temperaturo preko 400 °C. Zato je Venerino površje bolj vroče od površine Merkurja, čeprav je Venera skoraj dvakrat bolj oddaljena od Sonca in prejme samo 25 % sončnega obsevanja.
Študije kažejo, da je bila Venerina atmosfera pred nekaj milijardami leti precej bolj podobna Zemljinemu ozračju, na njeni površini pa so verjetno obstajale večje količine tekoče vode. Pobezljani učinek tople grede je kasneje povzročil izparitev prvotne vode, kar je ustvarilo kritične ravni toplogrednih plinov v Venerini atmosferi. Venera je tako ekstremen primer klimatske spremembe, zato je uporabno orodje za študije klimatskih sprememb.
Specifična toplota pri stalni prostornini in prenos toplote z vetrovi v spodnji atmosferi imata za posledico, da se temperatura Venerinega površja bistveno ne spremeni med dnevno in nočno stranjo, čeprav je vrtenje Venere okrog svoje osi zelo počasno. Vetrovi na površini so šibki in dosegajo nekaj kilometrov na uro, vendar pa zaradi visoke gostote atmosfere predstavljajo znatno silo, zato prenašajo prah in majhne kamne po površju.
Nad gosto plastjo CO2 se nahajajo debeli oblaki, sestavljeni večinoma iz žveplovega dioksida in žveplove kisline. Ti oblaki odbijajo približno 60 % sončne svetlobe nazaj v vesolje, zato neposredna opazovanja Venerinega površja v vidni svetlobi niso možna. Trajno oblačno pokrivalo pomeni, da Venerino površje kljub bližini Sonca ni dobro ogrevano ali osvetljeno. Če na Veneri ne bi bilo učinka tople grede, bi bila temperatura na površini planeta precej podobna temperaturi na Zemlji. Močni vetrovi s hitrostjo 300 km/h na vrhovih oblakov obkrožijo planet v štirih ali petih zemeljskih dneh.

### Magnetno polje
Zemlja ima močno magnetno polje, ki odbija sončni veter in preprečuje njegov neposreden stik z ozračjem. Venera pa ima samo zelo šibko globalno magnetno polje moči približno 0,1 % Zemljinega, kar je premalo za odbijanje sončnega vetra.. Šibkost magnetnega polja naj bi bila zaradi zelo počasnega vrtenja Venere okrog svoje osi, ki ni dovolj velika, da bi ustvarila učinek dinama.

## Tirnica in vrtenje okrog osi
Venera obkroža Sonce na povprečni oddaljenosti približno 106 milijonov kilometrov, tirnico pa zaključi na 224,7 dni. Čeprav so vse planetne tirnice eliptične, je Venerina še najbolj podobna krožnici, saj ima izsrednost manjšo od enega odstotka. Ko se Venera nahaja med Zemljo in Soncem v položaju, imenovanem notranja konjunkcija, je takrat najbližje Zemlji od vseh planetov, saj oddaljenost znaša približno 40 milijonov km. Venera pride v notranjo konjunkcijo vsakih 584 dni.
Venera se okrog svoje osi zavrti vsakih 243 zemeljskih dni, kar je najpočasnejša vrtilna doba od vseh planetov. Na ekvatorju se Venerino površje vrti s hitrostjo 6,5 km/h, Zemljino pa približno 1600 km/h. Za opazovalca na površini Venere bi Sonce vzšlo na zahodu in zašlo na vzhodu vsake 116,75 dni. Zato Venerino leto traja 1,92 Venerinih dni.
Če gledamo iznad Sončevega severnega tečaja, se vsi planeti gibljejo v smeri, nasprotni urinemu kazalcu. Tudi vsi planeti se okrog svoje osi vrtijo v enaki smeri, razen Venere, ki se giblje v vzvratni smeri. Zakaj se Venera tako počasi vrti in še to v vzvratni smeri, je bilo to dolgo uganka za znanstvenike. Ko se je Venera izoblikovala iz solarne meglice, je morala imeti Venera precej hitrejše gibanje in to v pravi smeri, izračuni pa so pokazali, da so preko več milijard let plimni učinki na gosto atmosfero zaustavili prvotno vrtenje na današnje vrednosti.
Zanimivo pri Venerini tirnici in vrtilni dobi je to, da je 584-dnevni interval med najbližjimi srečanji Zemlje in Venere skoraj natančno enak petim Venerinim solarnim dnevom. Ali je to razmerje naključno ali pa zaradi morebitnega medsebojnega plimnega delovanja z Zemljo, ni znano.

## Opazovanja
Venera je vedno svetlejša od najsvetlejših zvezd, saj je njen navidezni sij med -3,8 in -4,6. To je dovolj svetlo, da je možno Venero videti celo sredi dneva, zlahka pa je planet videti, ko je Sonce nizko nad obzorjem. Ker je Venera notranji planet, leži vedno znotraj kota 47° od Sonca.

Venera med obkrožanjem Sonca »prehiti« Zemljo vsakih 584 dni. Tako iz »Večernice«, vidne po sončnem zahodu postane »Danica«, vidna pred sončnim vzhodom. Merkur, drugi od obeh notranjih planetov, doseže največjo elongacijo le 28° in ga je zato v mraku težko razločiti, Venere ob svoji največji svetilnosti ni mogoče zgrešiti. Zaradi večje elongacije je vidna še dolgo po sončnem zahodu. Ker je najsvetlejši točkasti objekt na nebu, je Venera pogosto zmotno zamenjana za neznani leteči predmet.
Med svojim gibanjem po tirnici Venera prikazuje faze, ki so podobne fazam pri Luni. Mlaj je takrat, ko se nahaja med Zemljo in Soncem, ščip pa takrat, ko je na nasprotni strani Sonca. Vmes je krajec. Venera je najsvetlejša, ko je tanek krajec, saj je takrat precej bližje Zemlji kot pa takrat, ko je bolj debela in hkrati bolj oddaljena.
Venerina tirnica je napram Zemljini rahlo nagnjena, zato takrat, ko se Venera nahaja med Zemljo in Soncem, ne prečka Sončeve ploskve. Prehodi Venere se zgodijo v parih, ki so ločeni na približno 120 let, v paru pa je razmik 8 let. Zadnji prehod se je zgodil leta 2004, naslednji pa bo leta 2012. Zgodovinsko so bili ti prehodi pomembni, saj so tako lahko astronomi neposredno določili velikost astronomske enote, s tem pa tudi velikost Osončja. Raziskovanje vzhodne obale Avstralije je James Cook izvedel po opazovanju prehoda Venere leta 1768 na Tahitiju.
Še vedno pa ni razjasnjena skrivnost t. i. »pepelnaste svetlobe« - šibke osvetlitve temne strani planeta, ko je planet krajec. Prva opazovanja tega pojava so se zgodila že leta 1643, vendar pa obstoj te osvetlitve ni bil nikoli zanesljivo potrjen. Opazovalci so menili, da je to mogoče posledica električne aktivnosti v Venerini atmosferi, lahko pa je tudi čisto navidezen pojav zaradi psiholoških vplivov pri opazovanju zelo svetlega srpastega objekta.

## Raziskave Venere

### Zgodnje raziskave
Pred dobo teleskopa je bila Venera znana le kot »premična zvezda«. Več kultur je njen prikaz kot jutranja in večerna zvezda smatralo za dve različni nebesni telesi. Pitagora se šteje za prvega, ki naj bi v šestem stoletju pred našim štetjem prepoznal jutranjo in večerno zvezdo kot eno telo, vendar je podpiral idejo, da Venera obkroža Zemljo. Ko je Galileo Galilei v zgodnjem 17. stoletju prvič opazoval planet, je opazil, da prikazuje podobne faze koz Luna, torej da se spreminja iz krajca proti ščipu. To bi bilo nemogoče, če bi tako Sonce kot Venera obkrožala Zemljo, zato so to prva opazovanja, ki jasno nasprotujejo večstoletnim verovanjem, da je v središču Osončja Zemlja.
Venerino atmosfero je leta 1790 odkril Johann Schröter. Schröter je ugotovil, da se ob tankem srpu planeta roglja raztezata preko 180°. Pravilno je domneval, da je to zaradi razprševanja svetlobe v gosti atmosferi. Kasneje je Chester Smith Lyman ob notranji konjukciji opazoval celoten obroč okrog temne strani planeta, kar je bil dodaten dokaz za atmosfero. Atmosfera je otežila določanje vrtilne dobe planeta, zato so opazovalci, kot sta bila Giovanni Cassini in Schröter, iz gibanja znamenj nepravilno ocenili dobo približno 24 ur.

### Raziskave z Zemlje
Do 20. stoletja je bilo o Veneri odkritega le malo. Brezobličen disk ni dajal nobenih namigov o površju, ki leži pod oblaki. Z razvojem spektroskopije, radarskih in ultravijoličnih opazovanj je prišlo do novih odkritij. Prva opazovanja v UV svetlobi je izvedel Frank Elmore Ross, ki je ugotovil, da so te fotografije razkrile mnogo več podrobnosti kot pa fotografije v vidni in infrardeči svetlobi. Predlagal je, da je to zaradi zelo goste rumene nižje atmosfere z visokimi cirusnimi oblaki nad njimi.
Spektroskopska opazovanja  v prvem desetletju 20. stoletja so podala prve namige o Venerinem vrtenju. Vesto Melvin Slipher je poskušal izmeriti Dopplerjev premik svetlobe z Venere, vendar ni ugotovil nobenega vrtenja. Predvideval je, da mora imeti planet precej daljšo vrtilno dobo od predhodno ocenjene. Kasnejša opazovanja v petdesetih letih so pokazala, da je vrtenje vzvratno (retrogradno). Radarska opazovanja Venere so se prvič vršila v šestdesetih letih, opravljena pa so bila prva merjenja vrtilne dobe, rezultati pa so bili zelo podobni današnjim.
Radarska opazovanja v sedemdesetih letih so prvič razkrila površje. Iz observatorija Arecibo so bili poslani pulzi radijskih valov z uporabo 300-metrskega radijskega teleskopa, odmevi pa so razkrili dve visoko odbojni področji, Alpha in Beta. Opazovanja so tudi razkrila svetlo območje, ki je bilo pripisano goram, nato imenovanim Maxwell Montes. Te tri značilnosti so sedaj edine na Veneri, ki nimajo ženskih imen.
Najboljše radarske slike z Zemlje niso mogle razkriti podrobnosti, manjših od 5 km. Za bolj podrobne raziskave planeta je bilo potrebno poslati vesoljska vozila.

## Raziskave z vesoljskimi sondami

### Prvi poskusi
Prva odprava brez človeške posadke proti Veneri in tudi prva proti kateremukoli planetu se je pričela 12. februarja 1961 z izstrelitvijo sonde Venera 1. Bila je prvo vozilo zelo uspešnega sovjetskega programa Venera. Izstreljena je bila na tirnico z neposrednim trčenjem, vendar je bil stik z njo izgubljen približno 2 milijona km od Zemlje, sedem dni po izstrelitvi. Ocenjeno je bilo, da je v sredini maja zgrešila Venero za približno 100.000 km.
Raziskovanje Venere s strani ZDA se je prav tako začelo z izgubo sonde Mariner 1 ob izstrelitvi. Sledeča odprava Mariner 2 je doživela več uspeha in je po 109-dnevni prestopni tirnici 14. decembra 1962 postala prva uspešna medplanetarna odprava na svetu, ko je na oddaljenosti 34.833 km letela nad površjem Venere. Njeni mikrovalovni in infrardeči radiometri so razkrili, da so vrhovi Venerinih oblakov hladni, je pa zato površje zelo vroče. Izmerjena je bila temperatura vsaj 425 °C, kar je pokončalo upe o obstoju življenja na površju. Mariner 2 je pridobil tudi izboljšane ocene o masi Venere in velikosti astronomske enote, vendar pa ni mogel zaznati ne magnetnega polja ne sevalnih pasov.

### Vstopi v atmosfero
Sonda Venera 3 je na Veneri pristala 1. marca 1966. To je bil prvi človeški predmet, ki je vstopil v atmosfero in padel na površje drugega planeta. Vendar pa je komunikacijski sistem sonde odpovedal še pred vstopom v atmosfero, zato ni mogel vrniti uporabnih podatkov o planetu. Naslednje srečanje sonde brez človeške posadke se je zgodilo 18. oktobra 1967, ko je Venera 4 uspešno vstopila v atmosfero in izvedla številne znanstvene preizkuse. Venera 4 je pokazala, da je temperatura površja še višja od tiste, ki jo je izmeril Mariner 2 in sicer skoraj 500°C, atmosfera pa vsebuje med 90 in 95 % ogljikovega dioksida. Venerina atmosfera je bila precej gostejša kot pa so predvidevali načrtovalci sonde, zato je bil spust s padalom prepočasen in so se baterije izpraznile še pred dosegom površine. Venera 4 je podatke vračala 93 minut, zadnji odčitek pritiska pa je znašal 18 barov na višini 24,96 km.
Dan kasneje, 19. oktobra 1967 je mimo Venere na oddaljenosti 4.000 km nad vrhovi oblakov letel Mariner 5. Mariner je bil zgrajen kot rezerva za marsovsko sondo Mariner 4, ker pa je bila ta odprava uspešna, je bila sonda predelana za odpravo na Venero. Zbirka inštrumentov je bila precej bolj občutljiva kot pri Marinerju 2, predvsem preizkus z radijsko okultacijo. Vrnjeni so bili podatki o sestavi, pritisku in gostoti Venerine atmosfere.
Skupne podatke Venere 4 in Marinerja 5 je v sledečem letu s serijo kolokvijev analizirala skupna znanstvena ekipa Sovjetske zveze in Združenih držav Amerike, kar je bil zgodnji primer vesoljskega sodelovanja.
Sovjetska zveza je na podlagi pridobljenih izkušenj januarja 1969 v petih dneh izstrelila dve identični sondi in sicer Venero 5 in Venero 6. Na Venero sta prispeli 15. in 16. maja istega leta. Sondi sta bili ojačani, da bi zdržali večjo globino pred stisnjenjem (in sicer 25 atmosfer), opremljeni pa sta bili z manjšim padalom, da bi se hitreje spuščali. Ker so takratni modeli atmosfere predvidevali pritisk na površju med 75 in 100 atmosferami, ni bilo pričakovati, da bi katera preživela do površja. Sondi sta dobrih 50 minut oddajali podatke o atmosferi do višine 20 km nad površjem, tam pa jih je zračni tlak stisnil do uničenja.

### Znanost na površini
Venera 7 je bila naslednja stopnja pri osvajanju Venere. Bila je zgrajena tako, da je lahko zdržala tlak 180 barov. Modul je bil pred vstopom v atmosfero ohlajen, opremljen pa je bil s posebnim zmanjšanim padalom, ki je padanje omejil na 35 minut. Sonda je v atmosfero vstopila 15. decembra 1970, pri tem pa se je padalo verjetno delno strgalo, zato je sonda padla na površje, vendar ne premočno. Najverjetneje se je prevrnila na eno stran, vendar je 23 minut oddajala šibek signal, v katerem so bili temperaturni podatki, kar je bila prva telemetrija s površja kakega drugega planeta.
Program Venera se je nadaljeval z Venero 8, ki je 50 minut vračala podatke s površja ter Venero 9 in Venero 10, ki sta poslali prve slike Venerinega površja. Obe pristajalni mesti sta bili zelo različni. Venera 9 je pristala na pobočju strmine 20 stopinj, ki je bilo posejano s kamni premera 30–40 cm. Venera 10 je pokazala kamnite sklade, podobne bazaltu z vmesnim preperelim materialom.
V tem času pa so Združene države poslale Mariner 10 proti Merkurju, tirnica pa ga je vodila mimo Venere. 5. februarja 1974 je Mariner 10 letel mimo Venere na oddaljenosti 5790 km, pri tem pa je posnel 4000 fotografij. Slike, ki so bile najboljše do takrat posnete, so pokazale, da je planet skoraj brez značilnosti v vidni svetlobi, v ultravijolični pa so se pokazale podrobnosti v oblakih, ki z Zemlje niso bile vidne.
Ameriški projekt Pioneer Venus je bil sestavljen iz dve ločenih odprav. Pioneer Venus Orbiter je 4. decembra 1978 vstopil v eliptično tirnico okrog Venere in tam ostal več kot 13 let, pri tem pa preučeval atmosfero in z radarjem kartografiral površje. plovilo Pioneer Venus Multiprobe je spustilo pet sond, ki so 9. decembra 1978 vstopile v atmosfero in vrnile podatke o sestavi, vetrovih in toplotnih tokovih.
V naslednjih štirih letih je prišlo še do štirih odprav programa Venera. Venera 11 in Venera 12 sta pristali na Veneri decembra 1978 in zaznali električne nevihte, Venera 13 in Venera 14 pa v začetku marca 1982, ko sta vrnili prve barvne fotografije površja. Vse štiri odprave so v zgornji atmosferi uporabile padalo za zaviranje, na višini približno 50 km pa so jih zavrgle, saj je gostejša spodnja atmosfera nudila dovolj trenja, da je prišlo do mehkega pristanka. Venera 13 in 14 sta analizirali vzorce tal s fluoroscenčnim spektrometrom X-žarkov ter poskušali izmeriti stisljivost prsti z udarno sondo. Venera 14 je udarila pokrivalo od lastne kamere, zato sonda ni dobila stika s prstjo. Program Venera se je zaključil oktobra 1983, ko sta se v tirnico utirila Venera 15 in Venera 16, da bi kartografirala površje Venere z radarjem z umetno režo.
Sovjetska zveza pa še ni zaključila z Venero in je leta 1985 izkoristila priložnost in združila odpravi na Venero in Halleyev komet, ki je tistega leta prešel notranje Osončje. Na poti do kometa sta 11. in 15. junija 1985 dve vesoljski plovili programa Vega spustili sondi, podobni tistim iz programa Venera (pri tem se je sonda Vege 1 delno pokvarila) ter balonska aerobota v zgornjo atmosfero. Balona sta dosegla višino približno 53 km, kjer sta temperatura in tlak podobna razmeram na Zemljinem površju, Delovala sta približno 46 ur in odkrila, da je Venerina atmosfera precej bolj razburkana od prejšnih predpostavk, saj se tam nahajajo močni vetrovi in konvekcijske celice.

### Radarsko kartografiranje
Ameriško vesoljsko plovilo Magellan, ki naj bi z radarjem kartografiralo Venero, je bilo izstreljeno 4. maja 1989. Magellan je v štirih letih in pol posnel slike z visoko ločljivostjo, ki so daleč presegale vse prejšnje zemljevide in so bile primerljive s fotografijami drugih planetov v vidni svetlobi. Magellan je posnel preko 98 % Venerine površine z radarjem in preko 95 % gravitacijskega polja. Na koncu odprave leta 1994 je bil namensko poslan v uničenje v atmosfero Venere, da bi lahko ocenili njegovo gostoto. Venero sta opazovali še vesoljski plovili Galileo in Cassini ob mimoletih do svojih ciljev v zunanjem Osončju, vendar pa je bila Magellan zadnja odprava tistega desetletja, namenjena prav Veneri.
Naslednja odprava na Venero je postala Venus Express, ki jo je zasnovala in zgradila Evropska vesoljska agencija, izstrelila pa Ruska federalna vesoljska agencija 9. novembra 2005. 11. aprila naslednjega leta se je uspešno vtirila v polarno tirnico okrog planeta. Misija se je zaključila v decembru leta 2014. Venus Express je podrobno preučila Venerino atmosfero in oblake, prav tako je kartografirala planetovo plazemsko okolje in preučila značilnosti površja, še posebej temperaturo. Odprava naj bi sprva trajala dve leti, vendar se je ta podaljšala na dobrih devet let.